# Tête de note

Les trois parties d'une croche.

La tête de note est la partie elliptique de la note de musique dont la position dans la portée indique la hauteur, la couleur indiquant la durée. Elle peut être blanche (ronde, blanche) ou noire (noire, croche, double croche, etc.).

## Histoire
Les notes de musique dérivent des neumes utilisés pour noter le chant grégorien. Le punctum, forme de note la plus simple de ce système de notation, anticipe la tête de note moderne. Pendant le XVIe siècle, la notation musicale passa du système codifié par Francon de Cologne au XIIe siècle et développée pendant Ars nova au XIVe siècle qui reposait sur les neumes distingués par leur forme (punctum et virga, clivis, podatus, climacus, scandicus et salicus, torculus, et porrectus) aux notes elliptiques utilisées aujourd'hui